# Giuseppe Buciuni
Giuseppe Buciuni (Taormina, 16 settembre 1888 – Tobruch, 22 gennaio 1941) è stato un marinaio e militare italiano.
Sottotenente C.R.E.M., imbarcato dell'incrociatore corazzato San Giorgio durante le fasi iniziali della seconda guerra mondiale, fu decorato con la medaglia d'oro al valor militare per il coraggio dimostrato durante le fasi dell'autoaffondamento dell'unità, avvenuto a Tobruk nel gennaio 1941.

## Biografia
Nacque a Taormina (Provincia di Messina) il 16 settembre 1888, e si arruolò come volontario nella Regia Marina nel corso del 1908 in qualità di Allievo cannoniere. Prese parte alla guerra italo-turca (1911-1912) imbarcato sull'incrociatore corazzato Giuseppe Garibaldi. Durante la prima guerra mondiale, dopo un periodo trascorso a bordo delle unità di superficie, con il grado di capo di 2ª classe, combatte sul Basso Piave inquadrato nel Battaglione "Monfalcone" della Brigata "Marina" (poi designata "San Marco"). Dopo la fine del conflitto alternò imbarchi su varie unità ad incarichi a terra, raggiungendo il grado di capo di 1ª classe, venendo posto in congedo, dietro sua domanda, nel marzo 1931. In vista dell'inizio delle operazioni belliche in Africa Orientale, nel luglio 1935 fu richiamato in servizio per esigenze eccezionali, rimanendo in zona di guerra fino all'ottobre del 1936, quando fu di nuovo congedato.
Il 2 agosto 1938 fu promosso sottotenente C.R.E.M. della riserva, venendo richiamato in servizio attivo nell'aprile 1940 per esigenze eccezionali, ed imbarcato sull'incrociatore corazzato San Giorgio. Poco prima dell'entrata in guerra dell'Italia, avvenuta poi il 10 giugno dello stesso anno, l'incrociatore fu dislocato a Tobruk, in Africa settentrionale italiana con compiti di difesa aeronavale. Il 22 gennaio 1941, nell'imminenza della caduta della piazzaforte, l'unità fu predisposta per l'autoaffondamento ed egli si trovava già a terra quando all'ora prestabilita le cariche non esplosero. Ritornato a bordo insieme ad alcuni altri membri dell'equipaggio, tra cui il comandante, capitano di vascello Pugliese, e il capo di 1ª classe Montagna, riaccesero le micce delle torri da 254/45 mm, ma egli fu colpito in pieno dalla deflagrazione delle cariche esplosive di una delle torri da 190/45 mm. Il suo corpo non fu mai ritrovato, e per il coraggio dimostrato in quel frangente fu decorato di medaglia d'oro al valor militare alla memoria. Una piazza di Taormina porta il suo nome.

### Annotazioni
1. ↑  Fu promosso Capo di 2ª classe per meriti di guerra il 16 settembre 1918.
2. ↑  Insieme a lui ricevettero tale decorazione l'incrociatore San Giorgio, il comandante Pugliese e il Capo di 1ª classe Montagna.

### Fonti
1. ↑  Del Boca 2010, p. 169.
2. ↑  Cavaciocchi, Ungari 2014, p. 300.
3. ↑  Gay 1998, p. 18.
4. ↑  Gay 1998, p. 26.
5. 1 2 3  Gay 1998, p. 27.